# Sân vận động Long An
Sân vận động Long An là một sân vận động đa năng nằm ở đường Trương Định, phường Long An, tỉnh Tây Ninh có sức chứa 19.975 chỗ ngồi. Đây là sân nhà của Câu lạc bộ bóng đá Long An, hiện đang thi đấu tại Giải hạng Nhất Quốc gia.

## Lịch sử
Được xây dựng kéo dài 5 năm, qua thay đổi của nhiều nhà thầu, sân vận động Long An hoàn thành giữa năm 1984 để chuẩn bị cho giải SKDA 1984, giải bóng đá quốc tế giữa lực lượng quân đội đến từ các nước xã hội chủ nghĩa. Khi mới khánh thành, sân đã có sức chứa gần 25 ngàn chỗ ngồi dù khán đài A vốn chỉ là khán đài tạm và không được xây dựng theo thiết kế ban đầu (và sau đó vẫn được sử dụng đến hiện tại). Với bốn trụ đèn bằng thép khối cao hơn 50 mét, sân từng được xem là “kỳ quan” chiếu sáng sân vận động cả nước thời điểm đó.
Tuy nhiên, qua hơn 40 năm hoạt động, sân vận động và các phòng chức năng bên trong đều đã xuống cấp, sân chỉ còn có thể đáp ứng được 1/3 sức chứa ban đầu. Vào năm 2016, sân đã có kế hoạch được quy hoạch lại thành trung tâm thương mại và dịch vụ, trong khi sân vận động mới sẽ được xây dựng trong khu phức hợp thể thao đặt tại xã Lợi Bình Nhơn, thành phố Tân An, cách sân vận động hiện hữu khoảng 5 km.